# ستانيسلاف فلتشيك
ستانيسلاف فلتشيك (بالتشيكية: Stanislav Vlček)‏، من مواليد 26 فبراير 1976 في فلاسيم في تشيكوسلوفاكيا، لاعب كرة قدم تشيكي.
بدأ مسيرته الكروية مع نادي بوهيميانز براغا في عام 1993، ولعب معهم حتى عام 1996، وشارك معهم في 58 مباراة وسجل 6 أهداف، وفي موسم 1996/1997 لعب مع نادي تشيسكي بوديوفيس، ولعب معهم 29 مباراة وسجل هدفين، وفي عام 1997 انتقل إلى نادي سيغما أولوموك، ولعب معهم حتى عام 2004، وشارك معهم في 181 مباراة وسجل 42 هدف، وفي موسم 2003/2004 انتقل إلى نادي دينامو موسكو الروسي، ولعب معهم 13 مباراة وسجل هدفين، وفي عام 2004 انتقل إلى نادي سلافيا براغا، ولعب معهم حتى عام 2007، وشارك معهم في 98 مباراة وسجل 38 هدف، ومنذ عام 2008 وهو يلعب مع نادي آندرلخت البلجيكي.
بدأ باللعب مع منتخب التشيك لكرة القدم في عام 2000.

## روابط خارجية
- ستانيسلاف فلتشيك على موقع الاتحاد الدولي (مؤرشف)  (الإنجليزية)
- ستانيسلاف فلتشيك على موقع الاتحاد التشيكي (الإنجليزية)
- ستانيسلاف فلتشيك على موقع قاعدة بيانات كرة القدم.إي يو (الإنجليزية)
- ستانيسلاف فلتشيك على موقع ناشيونال فوتبول تيمز (الإنجليزية)
- ستانيسلاف فلتشيك على موقع كووورة